# 최영규
최영규(崔永奎, 1972년 6월 10일 ~ )는 대한민국의 전라북도의원이다.

## 학력
- 이리고등학교 졸업
- 전주대학교 국제관계학과 학사 졸업

## 경력
- 익산시체육회 이사
- 전북도민일보 기자
- 더불어민주당 전라북도당 익산시 을 지역위원회 사무국장
- 더불어민주당 전라북도당 대변인
- 더불어민주당 중앙당 디지털소통위원회 부위원장
- 더불어민주당 중앙당 부대변인
- 2016.04 ~ 2018.06: 제10대 전라북도의회 의원 (초선, 익산시 제4선거구)
  - 2016.04 ~ 2016.06: 제10대 전라북도의회 전반기 행정자치위원회 위원
  - 2016.07 ~ 2018.06: 제10대 전라북도의회 후반기 교육위원회 부위원장
  - 2016.07 ~ 2018.06: 제10대 전라북도의회 후반기 운영위원회 부위원장
  - 2016.07 ~ 2017.06: 제10대 전라북도의회 제3기 예산결산특별위원회 부위원장
  - 2017.07 ~ 2018.06: 제10대 전라북도의회 제4기 예산결산특별위원회 위원
  - 제10대 전라북도의회 더불어민주당 원내대표
- 2018.07 ~ 2022.06: 제11대 전라북도의회 의원 (재선, 익산시 제4선거구)
  - 2018.07 ~ 2020.06: 제11대 전라북도의회 전반기 교육위원회 위원장
  - 2020.07 ~ 2022.06: 제11대 전라북도의회 문화건설안전위원회 위원

## 역대 선거 결과
|  | 52.73% |

|  | 76.38% |